# Kothalm

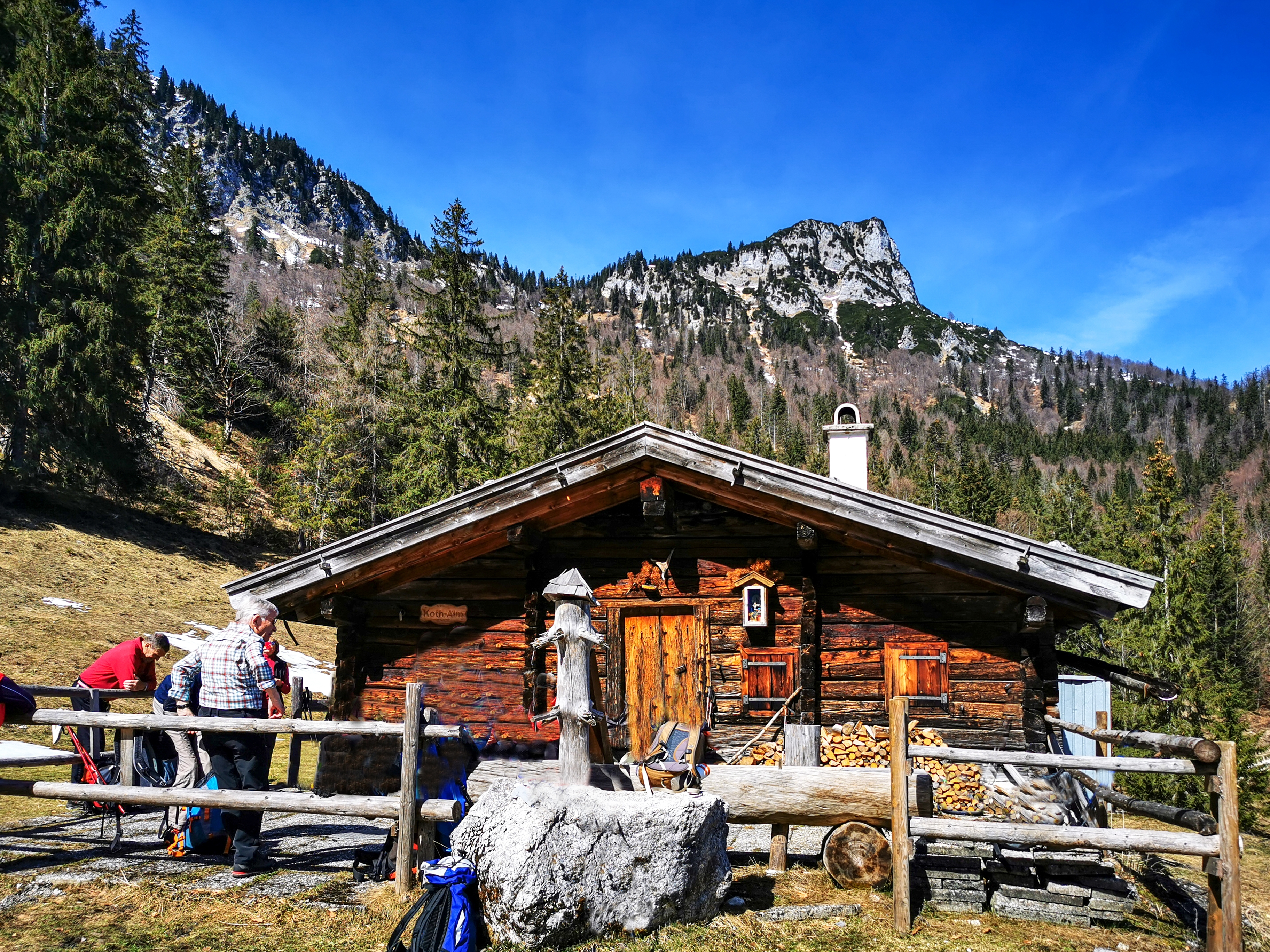
Kothalm im Lattengebirge

Die Kothalm (auch: Kotalm) ist eine Alm im Lattengebirge auf dem Gebiet der Gemeinde Bischofswiesen.
Der Kaser der Kothalm steht unter Denkmalschutz und ist unter der Nummer D-1-72-117-105 in die Bayerische Denkmalliste eingetragen.

## Baubeschreibung
Beim Kaser der Kothalm handelt es sich um einen erdgeschossigen Blockbau mit Flachsatteldach, der mit dem Jahr 1840 bezeichnet ist.

## Heutige Nutzung
Die Kothalm wird auch heute noch landwirtschaftlich genutzt, ist jedoch nicht bewirtet.

## Lage
Die Kothalm befindet sich an der Ostflanke des Lattengebirges unterhalb der Törlschneid auf einer Höhe von 1022 m ü. NHN.